# زیردریایی یو-۳۹۷
زیردریایی یو-۳۹۷ (به انگلیسی: German submarine U-397) یک زیردریایی بود که طول آن ۶۷٫۱ متر (۲۲۰ فوت ۲ اینچ) بود. این زیردریایی در سال ۱۹۴۳ ساخته شد.